# أندرو بيلفور
السيد أندرو بيلفور (بالإنجليزية: Andrew Balfour)‏ حامل وسام القديس ميشيل والقديس جورج للتميز ووسام الغطاس (21 مارس 1873- 30 يناير 1931) كان مسؤولاً طبيًا اسكتلنديًا مختصًا بالطب الاستوائي، قضى 12 عامًا في خرطوم وكان المسؤول الطبي للصحة في المدينة، كتب إلى جانب الطب في القصة التاريخية والروايات الخيالية ومعظمها نشرها بين عامي 1897 و1903، واشتهر في شبابه كرياضي لعب في اتحاد الرغبي لصالح جامعة كامبردج في منتخب الجامعة واختير لتمثيل الفريق الوطني الإسكتلندي.

## التاريخ الشخصي والمهني
ولد بيلفور في إدنبره في 21 مارس 1873 لتوماس ألكساندر غولدي بيلفور. تعلم بيلفور في كلية جورج واطسن قبل التسجيل في جامعة إدنبرغ وتخرج منها حاملًا لشهادة بكالوريوس بالطب وبكالوريوس بالجراحة في عام 1894 وانضم إلى والده في العمل الطبي، وخلال سنتين بعد مغادرة جامعة إدنبرغ، عاد إلى الدراسة عندما دخل كلية كايوس في جامعة كامبردج كطالب متقدم؛ وقضى وقته في كامبردج وهو يتخصص في منع الأمراض، وهو الاختصاص الذي سيركز فيه لما تبقى من مسيرته المهنية في الطب؛ درس تحت إشراف كانثاك أثناء بحثه في حمى التيفوئيد، وبعدها قضى فترة من دراسته في ستراسبورغ قبل أن ينال شهادة ماجستير في الصحة العامة من كامبردج عام 1897؛ وأتم شهادته في الطب في إدنبرغ عام 1898، وجعلته أطروحته عن سمّية الصباغ وعلاقته بتلوث مياه الأنهار ينال وسام الطالب الذهبي؛ وعاد إلى جامعة إدنبرغ لينال بكالوريوس العلوم في الصحة العامة عام 1900.
وفي أبريل عام 1900 سافر بيلفور إلى جنوب أفريقيا ليخدم جراحًا مدنيًا في الحرب الجنوب الأفريقية الثانية وأرسل إلى إستكورت كعضو من المشفى السابع العام، وكلف لاحقًا بمهمة في مخيم التيوفوئيد الوبائي في بريتوريا، وعين لاحقًا في إحدى الحملات مسؤولًا عن الحامية البريطانية ومعسكرات البوير في كابسيهوب، وحين كان في جنوب أفريقيا، أصيب بالتيفوئيد وعاد إلى إنجلترا قبل نهاية عام 1901، وخلال بقائه في جنوب أفريقيا تأثر بعالم الطفيليات الاسكوتلندي المشهور باتريك مانسون، ومنذ هذه الفترة أصبح طالباً مجدًا للطب الاستوائي.
تزوج بيلفور في سبتمبر 1902 من غريس ابنة جي ناتر من منطقة سايدكاب، وفي نفس العام عين مديرًا لمختبر ويلكم للأبحاث الاستوائية في الخرطوم، حيث تولى مهمة مسؤول طبي للصحة؛ وخلال سنتين عين مستشارًا صحيًا للحكومة السودانية؛ مكنه دوره الجديد في السودان من التنقل في الدوائر الاجتماعية الراقية ما أوصله إلى مثل اللورد كرومر واللورد كيتشنير وريغينالد وينغيت، وخلال بقائه في الخرطوم أنقص وفيات الملاريا بمعدل 90% من خلال تنظيف الأراضي التي يتكاثر فيها البعوض وتحسين أنظمة مياه الشرب في المدينة وأنطمة الصرف الصحي. منحه الخديوي عام 1907 وسام العثمانية للإمبراطورية العثمانية من الطبقة الرابعة؛ وشهدت نفس الفترة إسهام بيلفور في 4 تقارير قدمها مختبر ويلكم وفي عام 1911 شارك في تأليف أرشيبالد ر. ج. الرئيسية وهي مراجعة للتطورات في الطب الاستوائي التي عجّلت في عمل مكتب الأمراض الاستوائية الذي أقيم عام 1912.
وفي فترة وجوده في أفريقيا أشرف على إدخال مختبر عائم وهو هدية من الدكتور هينري ويلكم إلى حكومة السودان، وهذا مكن القسم من إجراء العمل العلمي في أقصى مناطق النيل العليا وساعد في فهم أمراض الدم؛ كان من أبرز أعمال بيلفور في هذه الفترة عمله على داء اللوبيات، ومنح وسام القديس ميشيل والقديس جورج عام 1912 في عيد مولد الملك؛ وبعد أن اعتلّت صحته في أفريقيا عاد إلى بريطانيا عام 1913 ليؤسس مكتب ويلكم للبحث العلمي في لندن، ولينظم ما سيعرف لاحقًا باسم متحف ويلكم للعلوم الطبية، كما سافر عام 1913 إلى جنوب أمريكا وغرب الإنديز لأهداف بحثية.
مع اندلاع الحرب العالمية الأولى التحق بيلفور بالجيش مجددًا وخدم في القوات الطبية في الجيش الملكي ووصل إلى رتبة مقدم، وأرسل إلى فرنسا بالأصل عام 1914، ثم أصبح عضوًا في اللجنة الاستشارية الطبية في مادروس وسالونيكا ومصر؛ وبعد العودة إلى إنجلترا عمل مستشارًا علميًا للجراح العام المفتش للقوى البريطانية في شرق أفريقيا، وخلال الحرب نال وسام الغطاس في احتفالات رأس السنة 1918، وأشيد به في التقارير العسكرية في 12 فبراير 1918؛ أنهى بعثته في 31 مايو 1919، وفي عام 1920 منحته كلية ليفربول للطب الاستوائي جائزة ماري كينغسلي.
عين بيلفور عام 1923 مديرًا لكلية لندن للصحة والطب الاستوائي وأشرف على بناء كلية جديدة، وكان رئيسًا للجمعية الملكية للطب الاستوائي والصحة بين عامي 1925 و1927؛ وأوراقه البحثية متاحة في أرشيف كلية لندن للصحة والطب الاستوائي.
تعرض عام 1929 لانهيار عصبي، واعتقد أن سببه هو ضغوط منصبه الجديد، ورغم أن مجلة الطب البريطانية نشرت تقريرًا عن تعافيه تمامًا، نقلت مصادر أخرى أنه انهار تمامًا، وفي فترة رأس السنة 1930 رقي وسامه وأصبح السيد أندرو بيلفور، لكنه أدخل لاحقًا إلى مشفى كاسيل في بينشورست، كين، ليعالج من اكتئاب سريري.
كان عمه جون هاتون بيلفور، عالم نبات والراعي الملكي للحديقة النباتية الملكية في إدنبره وعالم النباتات الخاص بجلالة الملكة.